# Bybrua
Bybrua är en tätort i Gjøviks kommun i Innlandet fylke i sydöstra Norge. Orten ligger vid fylkesväg 2404, vid sidan av fylkesväg 33, nordväst om staden Gjøvik. Nordväst om tätorten ligger kyrkbyn Vardal.
Tidigare har orten tillhört dåvarande Vardals kommun.